# ŽOK Poštar
'ŽOK Poštar är en volleybollklubb från Belgrad, Serbien. 
Klubben grundades 1952. Klubben hade en tidig framgångsperiod 1958-1973, men föll sedan tillbaka. De återvände till den högsta ligan i Jugoslavien 1993 och vann jugoslaviska cupen 1995. Under 2000-talets första decennium nådde klubben sina än så länge största framgångar. De vann Serbien-Montenegrocupen 2003/2004 och 2004/2005 samt mästerskapet 2005/2006.
Efter att federation splittrats och Serbien blivit en separat stat vann den både de serbiska mästerskapen och den serbiska cupen under säsongerna 2006/2007, 2007/2008 och 2008/2009. Därefter avtog framgångarna tvärt. Klubben hamnade 2009/2010 på nedflyttningsplats, men klarade sig kvar genom att serien samma år utökades från 8 till 10 lag. Den åkte däremot ur när den hamnade 10:a följande säsong.